# Рабочая социалистическая революционная партия
Рабочая социалистическая революционная партия (фр. Parti ouvrier socialiste révolutionnaire, POSR) — французская социалистическая партия аллеманистского толка времён Третьей республики. Она была одной из партий, влившихся в 1905 году в только что образованную Французскую секцию Рабочего Интернационала (СФИО) — ведущую социалистическую силу Франции первой половины XX века и прародительницу современной Социалистической партии.

## История
В 1879 году в Марселе состоялся 3-й Социалистический рабочий конгресс с участием радикальных республиканцев, мутуалистов, анархистов и социалистов различных убеждений. Большинство на конгрессе получила марксистская группа коллективистов во главе с Жюле Гедом. По итогам конгресса была создана Федерация социалистической рабочей партии Франции (FPTSF). Это была первая попытка объединить различные французские социалистические течения Одним из таких течений был поссибилисты или реформисты, возглавляемые Полем Бруссом и Жаном Аллеманом, они, как и гедисты, тоже являлись «коллективистами» (марксизм), но в вопросах прихода к власти и трансформации общества, которое они хотели сделать прогрессивным, придерживались пути реформ, а не революции. Это было крупнейшее течение в FPTSF. Попытка объединить социалистов провалилась. В ближайшие три года партию покинули представители всех течений кроме поссибилистов, но и среди них назревал раскол.
Жан Аллеман постепенно разочаровывался в слишком оппортунистических позициях умеренных поссибилистов, сторонников Поля Брусса (бруссисты), склоняясь к революционному синдикализму и акциям прямого действия (стачки, оккупации заводов, саботаж). В 1890 году протиовречия между бруссистами и аллеманистами достигло «критической точки» и Аллеман создаёт свою партию, Революционную социалистическую рабочую (POSR), которая описывалась как «аллеманистская партия».
Аллеманисты POSR, находившиеся под влиянием синдикализма и отчасти анархизма, выделялись среди социалистических партий того времени тем, что ставили экономическую борьбу выше политической, поэтому отдавали приоритет действиям профсоюзов над политическими действиями, в частности, теме всеобщей забастовки, ориентировались на профсоюзы (Всеобщую конфедерацию труда). Таким образом, POSR стал питательной средой для будущих активистов революционного синдикализма. Как писал французский историк Жан Дефран, POSR «имеет поддержку ремесленников старого Парижа». Аллеманисты, критиковали увлечение парламентаризмом, не отказываясь при этом от участия в выборах, выступали против мильеранизма (вхождения социалистов в буржуазные правительства), но поддерживали реформистское социальное законодательство. Кроме того, POSR была известна антимилитаризмом.
В противовес большинству марксистов, гедистов и бланкистов, Аллеман выступал как противник буланжизма и антидрейфусаров, что сближало его как с умеренными реформистскими социалистами Жана Жореса, так и с радикальными крайне левыми.
Наряду с коммунарским рабочим социализмом Жана Аллемана (сам типографский рабочий и коммунар), в рамках POSR также развивался «интеллектуальный социализм» вокруг Люсьена Эрра (библиотекарь Высшей нормальной школы и соратник Жана Жореса и Леона Блюма), который сотрудничает с газетой POSR Le Parti ouvrier, основанной Аллеманом в 1888 году. Это течение отдавало приоритет образованию народа.
Во время выборов 1893 года были избраны пять депутатов, претендовавших на принадлежность к POSR, в том числе, профсоюзный деятель Артур Грусье. Все они представляли департамент Сены.
В 1896 году часть членов покинула POSR во главе с депутатами Грусье и Дежантом, создав Революционный коммунистический альянс.
В 1901 году Аллеман впервые избрался в парламент от департамента Сены.
В 1902 году большая часть Рабочей социалистической революционной партии объединилась с Федерацией социалистических рабочих Франции (бруссисты) и независимыми социалистами Жана Жореса, образовав Французскую социалистическую партию. В 1905 году она и остатки POSR приняли участие в создании Французской секции Рабочего Интернационала (SFIO).